# The Invisible Hand

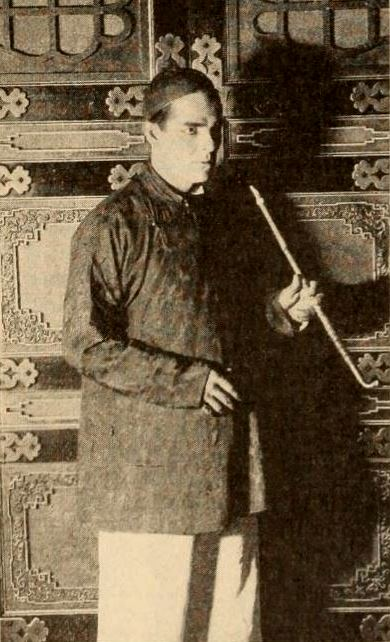
Antonio Moreno em cena do seriado.

The Invisible Hand é um seriado estadunidense realizado em 1919, mas que veiculou nos cinemas em 1920, gênero Western, dirigido por William Bowman, em 15 capítulos, estrelado por Antonio Moreno, Pauline Curley e Jay Morley. Produzido e distribuído pela Vitagraph Studios, veiculou nos cinemas estadunidenses entre dezembro de 1919 e através do ano de 1920.
Este seriado é considerado perdido.

## Elenco
- Antonio Moreno	 ...	John 'The Needle' Sharpe
- Pauline Curley	 ...	Ann Crawford/ Violet 'X' Ray
- Jay Morley	 ...	Burnett, Chefe do Serviço Secreto
- Brinsley Shaw	 ...	The Iron Hand
- George Mellcrest	 ...	Potsdam
- Sam Polo	 ...	Red Black
- Gordon Sackville
- Charles Rich

## Capítulos
1. Setting the Snare
2. TNT
3. Winged Death
4. Gassed
5. Dodging Disaster
6. The Closing Jaw
7. The Submarine Cave
8. Outwitted
9. A Heathen Sacrifice
10. Fender of Flesh
11. Flirting with Death
12. Dungeon of Despair
13. Plunging Peril
14. A Modern Mazeppa
15. Closing the Net

## Detalhes da produção
Durante o preparo de uma carga de dinamite para uma cena, o diretor William Bowman acidentalmente explodiu um cavalo e seu cavaleiro. O cavaleiro não foi seriamente ferido, mas o cavalo morreu.
Antonio Moreno dirigiu os episódios 14 e 15 em substituição a Bowman, que adoecera.